# Angelo Di Livio
Angelo Di Livio (ur. 26 lipca 1966 w Rzymie) – były włoski piłkarz występujący na pozycji pomocnika.
Klubową karierę Angelo Di Livio rozpoczął z drużyną Reggiany (1985–1986). Jego kolejnymi włoskimi klubami były kolejno: Nocerina (1986–1987), Perugia (1987–1989) i Padova (1989–1993). W roku 1993 dla Di Livio rozpoczął się nowy rozdział w życiu – były pomocnik Reggiany przeprowadził się do Turynu, by nosić biało-czarną koszulkę Juventusu.
Reprezentując barwy „Starej Damy” zdobył Puchar Ligi Mistrzów, oraz trzykrotnie Scudetto.
W roku 1999 Di Livio przeniósł się do Florencji. Trzy lata później (w roku 2002), ACF Fiorentina z powodu problemów finansowych została zdegradowana do Serie C2. Angelo okazał się wiernym zawodnikiem, zostając w drużynie pomimo wizji gry w 4 lidze. Przyczynił się do szybkiej odbudowy klubu, doprowadzając „Violę” do Serie A w 2004 roku.
W reprezentacji narodowej, Angelo Di Livio rozegrał 40 spotkań, nie strzelając jednak ani jednej bramki. W niebieskiej koszulce „Azzurrich” grał na Mistrzostwach Europy 1996, Mistrzostwach Świata 1998, Mistrzostwach Europy 2000 oraz na Mistrzostwach Świata w 2002 roku.